# Tarjei Bø
Tarjei Bø (Stensele, 1988. július 29. –) norvég sílövő. 2006-ban indult először junior világversenyeken. Junior Európa és Világbajnokságokon összesen négy aranyérmet, három ezüstöt és két bronzot szerzett hazájának.
A felnőttek mezőnyében 2009-ben mutatkozott be a világkupában. Az évenként megrendezésre kerülő versenysorozatban az egyéni számokban a legjobb eredménye egy negyedik hely, melyet 2010-ben szerzett Pokljukában a sprint versenyszámban.
Nevezték a 2010-es olimpián induló norvég csapatba, ahol egyéniben a huszonegyedik helyen zárt, a csapatversenyben viszont felállhatott a dobogó legfelső fokára.

## Eredményei

### Olimpia
| Év   | Olimpia   | Versenyszám | Versenyszám | Versenyszám   | Versenyszám | Versenyszám | Versenyszám |
| Év   | Olimpia   | Egyéni      | Sprint      | Üldözőverseny | Tömegrajtos | Váltó       |             |
| ---- | --------- | ----------- | ----------- | ------------- | ----------- | ----------- | ----------- |
| 2010 | Vancouver | 21          | ----        | ----          | ----        | 1           |             |

### Világkupa
| Idény   | Összesített eredmény Helyezés (Pontszám) | Összesített eredmény Helyezés (Pontszám) | Összesített eredmény Helyezés (Pontszám) | Összesített eredmény Helyezés (Pontszám) | Összesített eredmény Helyezés (Pontszám) |
| Idény   | Összetett                                | Egyéni                                   | Sprint                                   | Üldözőverseny                            | Tömegrajtos                              |
| ------- | ---------------------------------------- | ---------------------------------------- | ---------------------------------------- | ---------------------------------------- | ---------------------------------------- |
| 2009/10 | 43 (176)                                 | 50 (24)                                  | 29 (108)                                 | 53 (33)                                  | 41 (11)                                  |
| 2010/11 | 1 (1110)                                 | 2 (172)                                  | 1 (393)                                  | 1 (334)                                  | 3 (211)                                  |
| 2011/12 | 7 (680)                                  | 14 (67)                                  | 6 (249)                                  | 4 (257)                                  | 20 (107)                                 |

| 2009/10    | Oberhof Váltó Vancouver Váltó (O) Kontiolahti Vegyes váltó | Ruhpolding Váltó                                                                                      | |
| 2010/11    | Hochfilzen Sprint Hochfilzen Üldözőverseny Hochfilzen Váltó Oberhof Sprint Oberhof Tömegrajtos Hanti-Manszijszk Vegyes váltó (VB) Hanti-Manszijszk Egyéni (VB) Hanti-Manszijszk Váltó (VB) | Pokljuka Sprint Oslo Holmenkollen Üldözőverseny                                                       | Antholz-Anterselva Váltó Fort Kent Sprint Fort Kent Üldözőverseny Fort Kent Tömegrajtos Hanti-Manszijszk Sprint (VB) Hanti-Manszijszk Üldözőverseny (VB) |
| 2011/12    | Hochfilzen Váltó Hochfilzen Sprint Ruhpolding Váltó (VB) | Östersund Sprint Hochfilzen Üldözőverseny                                                             | |
| Összesítés | Egyéni: 1 Sprint: 3 Üldözőverseny: 1 Tömegrajtos: 1 Váltó: 6 Vegyes váltó: 2 ------------ Összesen: 14                                                                                     | Egyéni: 0 Sprint: 2 Üldözőverseny: 2 Tömegrajtos: 0 Váltó: 1 Vegyes váltó: 0 ------------ Összesen: 5 | Egyéni: 0 Sprint: 2 Üldözőverseny: 2 Tömegrajtos: 1 Váltó: 1 Vegyes váltó: 0 ------------ Összesen: 6                                                    |